# Element macierzowy operatora
Element macierzowy operatora Aαβ definiujemy jako {\displaystyle \langle \alpha |{\hat {A}}|\beta \rangle .} Powyższy zapis można interpretować na dwa sposoby:
Iloczyn skalarny wektora {\displaystyle |\alpha \rangle } i wektora {\displaystyle {\hat {A}}|\beta \rangle .} Użyto tutaj stosowanej niekiedy w fizyce notacji Diraca. W notacji matematycznej jest to iloczyn skalarny wektora {\displaystyle \alpha } i wektora {\displaystyle {\hat {A}}\beta ,} gdzie {\displaystyle A} jest operatorem liniowym działającym w przestrzeni Hilberta z której pochodzą {\displaystyle \alpha ,\beta }
Całkę po wszystkich {\displaystyle n} parametrach {\displaystyle r_{k},} od których zależą wektory stanu, czyli:
{\displaystyle \langle \alpha |{\hat {A}}|\beta \rangle =\int \limits _{-\infty }^{\infty }\alpha ({\bar {r}}){\hat {A}}\beta ({\bar {r}})d^{n}r.}